# Флоринский, Глеб Андреевич
Глеб Андреевич Флоринский (24 августа 1906, Пермь — 22 мая 1967, Ленинград) — советский актёр Ленинградского театра комедии (1934—1967). Заслуженный артист РСФСР (1957) и Таджикской ССР (1944).

## Биография
Родился в 1906 году в Перми, окончил там гимназию и в 1920 году окончил курсы медработников в Омске, где стал работать в аптеке Омского Горздрава.
В 1922—1928 годах сменил ряд профессий: продавец магазина, рассыльный, конторщик, счетовод.
В 1928—1931 годах учился в Ленинградском техникуме сценических искусств, ученик В. Н. Соловьёва.
В 1929—1932 годах — в труппе Ленинградского Молодого театра под руководством С. Э. Радлова.
С 1932—1934 годах служил в РККА в Хабаровске, выступал в Театре Особой Краснознаменной Дальневосточной Армии.
С 1934 года и до конца жизни — артист Ленинградского театра комедии в период его расцвета в труппе под руководством Николая Акимова, вместе с ним выступал сорежиссёром ряда спектаклей. На сцене этого театра исполнил более 40 ролей, самостоятельно поставил несколько спектаклей.
В 1934—1939 годах преподавал в Ленинградском театральном институте.
В годы Великой Отечественной войны труппа театра работала в эвакуации в Таджикистане.
Умер в 1967 году. Похоронен на Богословском кладбище Санкт-Петербурга.

## Звания и награды
- Заслуженный артист РСФСР (22.06.1957)
- Заслуженный артист Таджикской ССР (05.01.1944)
- Медаль «За оборону Ленинграда» (1945)
- Медаль «За доблестный труд в Великой Отечественной войне» (1946)
- Медаль «В память 250-летия Ленинграда» (1957)

## Творчество
За более чем 30 лет на сцене Ленинградского театра комедии сыграл свыше сорока ролей. Известность актер приобрел в конце 1930-х годов, когда в репертуаре Театра комедии появился «Опасный поворот» Д. Пристли, ставший одним из самых популярных спектаклей театра. Наиболее заметные роли: Васильков («Бешеные деньги» А. Островского), Боннаре («Мое преступление» Вернейля), Альмавива («Безумный день или женитьба Фигаро» П. Бомарше), граф Фредерико («Собака на сене» Лопе де Вега), Гюстав («Молодое дарование» П. Барийе и Ж.-П. Греди), Цезарь Борджиа, Шарлемань («Тень», «Дракон» Е. Л. Шварца), Верховский («Весенний смотр» В. Шкваркина), Чарльз Сэрфес («Школа злословия» Р. Шеридана).
Выступал как режиссёр. Вначале был режиссёром-ассистентом у Акимова, когда тот ставил «Школу злословия», «Терентия Ивановича» и «Тень», а также у Г. Козинцева во время работы над спектаклем «Опасный поворот». В 1941 году совместно с Акимовым поставил пьесу «Малыш» Ж. Латраза. Самостоятельно срежиссировал пьесы «Трудовой хлеб» А. Н. Островского (1949), «За здоровье молодых» В. И. Поташова (1951). В 1956 году возобновил спектакль «Опасный поворот» с новыми исполнителями. Затем поставил «Трудовой хлеб» А. Островского и «Разбитое сердце» К. Минца и Е. Помещикова, а совместно с Ю. Юрским — «Потерянное письмо» Й. Караджале.
Также работал как драматург — автор пьес «Каменный остров» (1943) и «Воскресный визит» (1948), с успехом шедших в Театре комедии и других театрах.
С 1941 года снимался в кино в фильмах киностудии «Ленфильм».

## Фильмография
- 1942 — Принц и нищий — лорд
- 1943 — Лермонтов — адъютант генерала Голофеева
- 1943 — Мы с Урала — майор Игнатьев
- 1956 — Искатели — Дмитрий Алексеевич Степин
- 1956 — Софья Ковалевская — генерал Корвин-Круковский
- 1958 — Красные листья — польский офицер
- 1962 — 713-й просит посадку — начальник аэропорта
- 1963 — Кюхля (фильм-спектакль) — генерал Ермолов
- 1963 — Принимаю бой — работник заводского правления
- 1964 — Рассказ одной девушки (фильм-спектакль)
- 1965 — Путешествие в Скарборо (фильм-спектакль)
- 1967 — Зелёная карета — актёр Василий Каратыгин

## О нём
Человек той самой оскорбительной для обладателя одаренности, когда не хватает пустяка. Ему самому не видно, но холодные и безжалостные точные измерения в конце концов показывают, что не хватило полсантиметра в очередном прыжке. Да что там измерения — все видят, тут весь зрительный зал — точный прибор. Несомненно одарен литературно. Здесь мешает актерское безразличие к форме. Он играл такое количество ролей в пьесах, написанных на все лады, что выразить свое и на свой лад не испытывает необходимости. Но пьесы его имели все же больше успеха, чем его актерские работы.— Евгений Шварц

## Семья
Жена — Наталья Александровна Флоринская
- падчерица — Лирика
- родная дочь — Елена Флоринская, актриса
  - правнучка — Александра Флоринская-Буданова, актриса